# Prymoszczanycia
Prymoszczanycia (ukr. Примощаниця) – wieś na Ukrainie, w obwodzie winnickim, w rejonie żmeryńskim, w hromadzie Kopajhorod. W 2001 liczyła 359 mieszkańców, spośród których 354 wskazało jako ojczysty język ukraiński, 3 rosyjski, a 2 mołdawski.

## Urodzeni
- Mieczysław Paszkowski